# معاله
معاله (به عربی: معالة) یک شهرداری در الجزایر است که در استان بویره واقع شده‌است.
 معاله  ۵٬۸۰۶ نفر جمعیت دارد.